# Гаою
Гаою (кит. спр. 高邮市, піньїнь: Gāoyóu Shì) — місто-повіт на сході Цзянсу, складова міста Янчжоу.

## Географія
Гаою лежить у центрі префектури на березі однойменного озера.

### Клімат
Місто знаходиться у зоні, котра характеризується вологим субтропічним кліматом. Найтепліший місяць — липень із середньою температурою 27.7 °C (81.9 °F). Найхолодніший місяць — січень, із середньою температурою 2 °С (35.6 °F).
| Клімат Гаою             | Клімат Гаою | Клімат Гаою | Клімат Гаою | Клімат Гаою | Клімат Гаою | Клімат Гаою | Клімат Гаою | Клімат Гаою | Клімат Гаою | Клімат Гаою | Клімат Гаою | Клімат Гаою | Клімат Гаою |
| Показник                | Січ.        | Лют.        | Бер.        | Квіт.       | Трав.       | Черв.       | Лип.        | Серп.       | Вер.        | Жовт.       | Лист.       | Груд.       | Рік         |
| Середня температура, °C | 2           | 3,5         | 8,1         | 14,4        | 19,9        | 24,2        | 27,7        | 27,6        | 22,6        | 17          | 10,5        | 4,3         | 15,2        |
| Норма опадів, мм        | 28.4        | 41.9        | 56.6        | 71.3        | 83.8        | 135         | 222.8       | 145.2       | 106.9       | 52.7        | 47.7        | 23.9        | 1016.2      |
| Днів з опадами          | 7,9         | 9,2         | 10,3        | 11,3        | 11,1        | 10,5        | 13,5        | 12          | 11,4        | 10,2        | 9,3         | 7,9         | 124,6       |
| Вологість повітря, %    | 72.1        | 72.9        | 72          | 73.7        | 74.6        | 77.5        | 83.4        | 82.2        | 80.4        | 77.2        | 75.1        | 72.4        | 76.1        |
| ----------------------- | ----------- | ----------- | ----------- | ----------- | ----------- | ----------- | ----------- | ----------- | ----------- | ----------- | ----------- | ----------- | ----------- |
| Джерело: Weatherbase    |             |             |             |             |             |             |             |             |             |             |             |             |             |